# Rezerwat przyrody Rybojady
Rybojady – torfowiskowy rezerwat przyrody w województwie lubuskim, w powiecie międzyrzeckim, w gminie Trzciel.
Obszar rezerwatu objęty jest ochroną czynną.
Celem ochrony jest zachowanie ze względów naukowych i dydaktycznych torfowiska o charakterze przejściowym, wraz z występującą na nim florą i fauną.

## Podstawa prawna

### Akt prawny powołujący rezerwat
- Zarządzenie Ministra Ochrony Środowiska, Zasobów Naturalnych i Leśnictwa z dnia 11 grudnia 1995 r. w sprawie uznania za rezerwat przyrody (M.P. z 1996 r. nr 5, poz. 56)

### Inne akty prawne
- Obwieszczenie Wojewody Lubuskiego z dnia 16 stycznia 2002 r. w sprawie ustalenia wykazu rezerwatów przyrody utworzonych do dnia 31 grudnia 1998 r. (Dz. Urz. Województwa Lubuskiego Nr 12, poz. 144)[2]
- Zarządzenie Nr 17/2012 Regionalnego Dyrektora Ochrony Środowiska w Gorzowie Wielkopolskim z dnia 28 lutego 2012 r. w sprawie rezerwatu przyrody „Rybojady” (Dz. Urz. Województwa Lubuskiego poz. 723)

## Obszar rezerwatu
W skład rezerwatu wchodzi obszar położony w granicach administracyjnych powiatu międzyrzeckiego, gm. Trzciel, obrębu ewidencyjnego m. Rybojady o powierzchni 5,61 ha (dz. nr 2021/1 – 5,61 ha) – w zarządzie Nadleśnictwa Trzciel.

## Opis rezerwatu
Rezerwat obejmuje torfowisko położone w obniżeniu wytopiskowym o maksymalnej głębokości 10 m, na płaszczyźnie sandrowej w odległości niespełna 2 km od rzeki Obry.

### Flora
Na terenie torfowiska stwierdzono występowanie 36 gatunków roślin naczyniowych, w tym 4 gatunków drzew, 3 gatunków krzewów i 29 gatunków roślin zielnych; ponadto rośnie tu 16 gatunków mszaków. Z roślin zagrożonych w skali kraju występują tu: turzyca strunowa, turzyca bagienna, rosiczka okrągłolistna oraz torfowiec brodawkowaty.